# Telmo Zarra
Telmo Zarraonandia Montoya (født 20. januar 1921, død 23. februar 2006), populært kendt som Zarra, var en spansk-baskisk fodboldspiller for Athletic Bilbao fra 1940 til 1955. Han er klubbens topscorer med 335 mål.
I løbet af sin karriere scorede han 251 mål i den spanske liga, hvilket var spansk rekord i næsten seks årtier, indtil rekorden blev slået af både Lionel Messi (22. nov. 2014) og Cristiano Ronaldo (5. marts 2016).